# Volkameria glabra
Volkameria glabra là một loài thực vật có hoa trong họ Hoa môi. Loài này được E.Mey. mô tả khoa học đầu tiên năm 1838.

## Hình ảnh

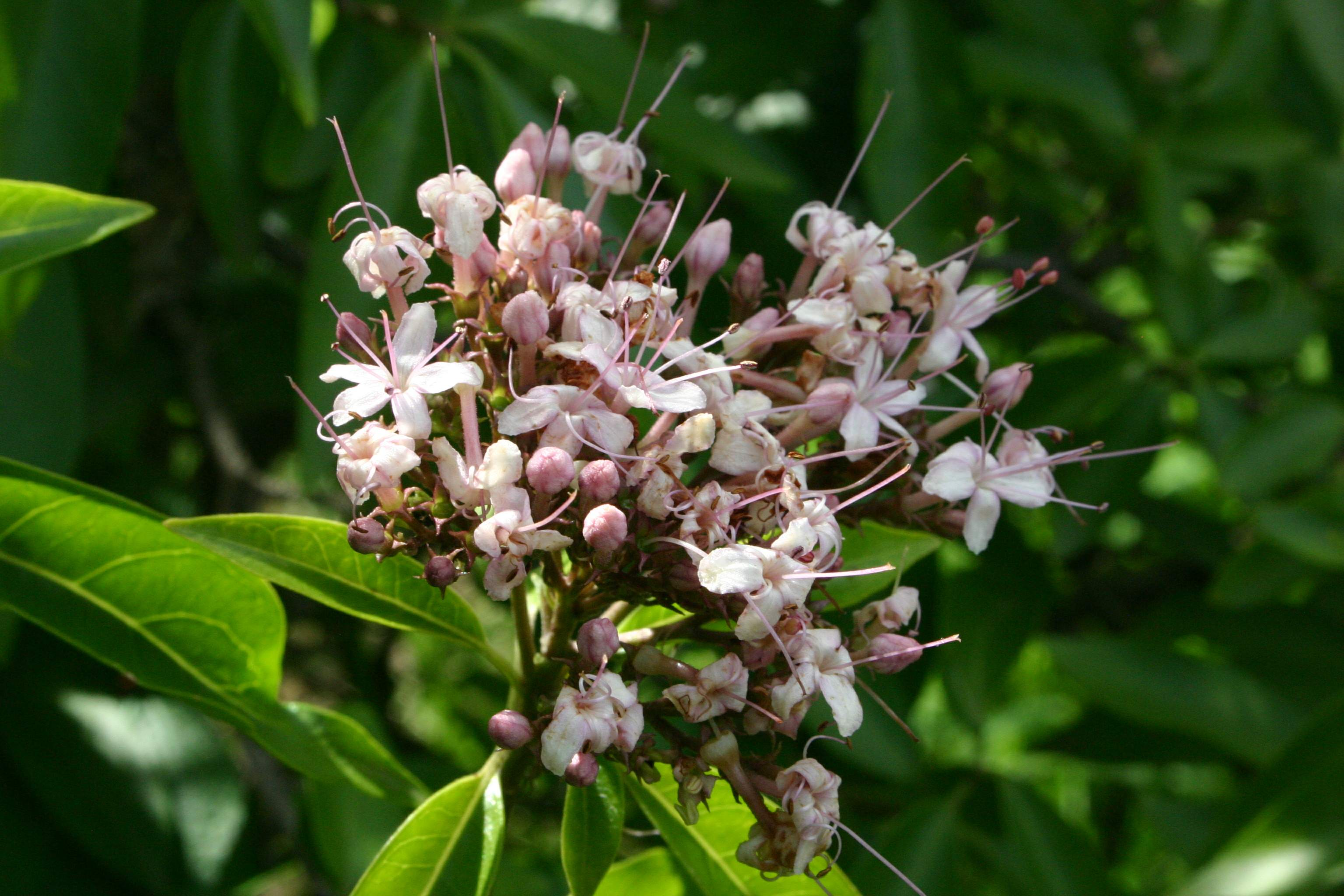
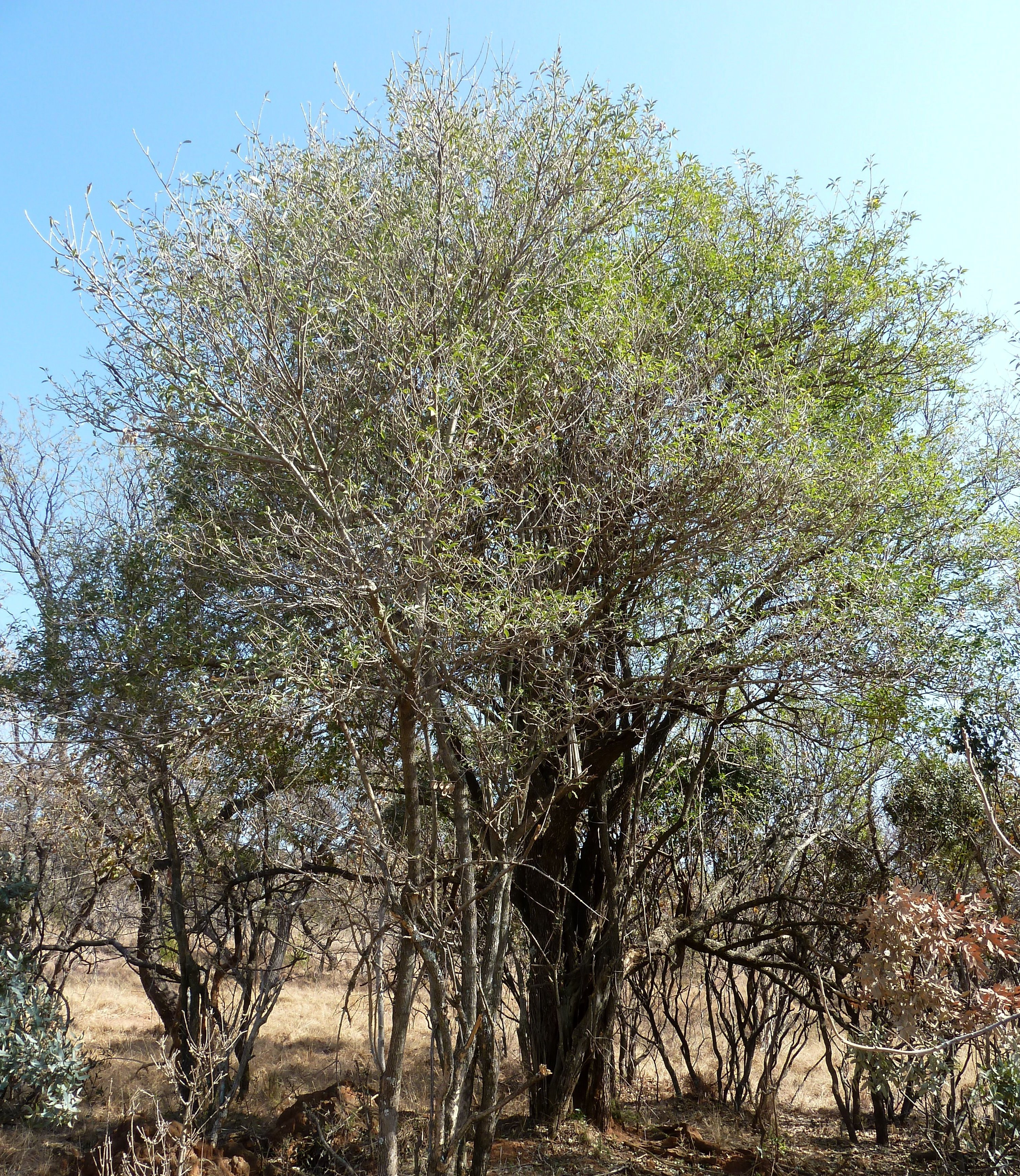
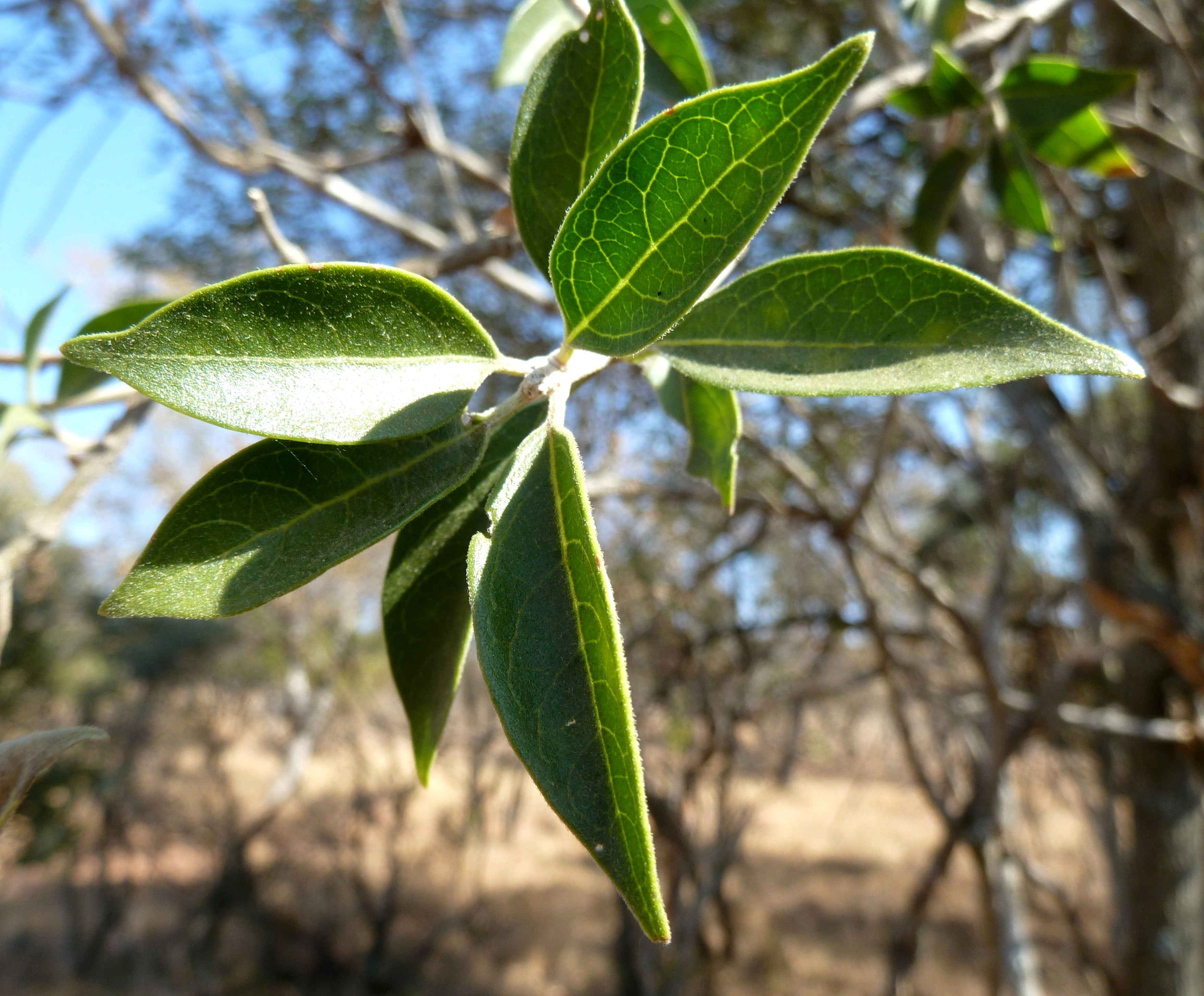
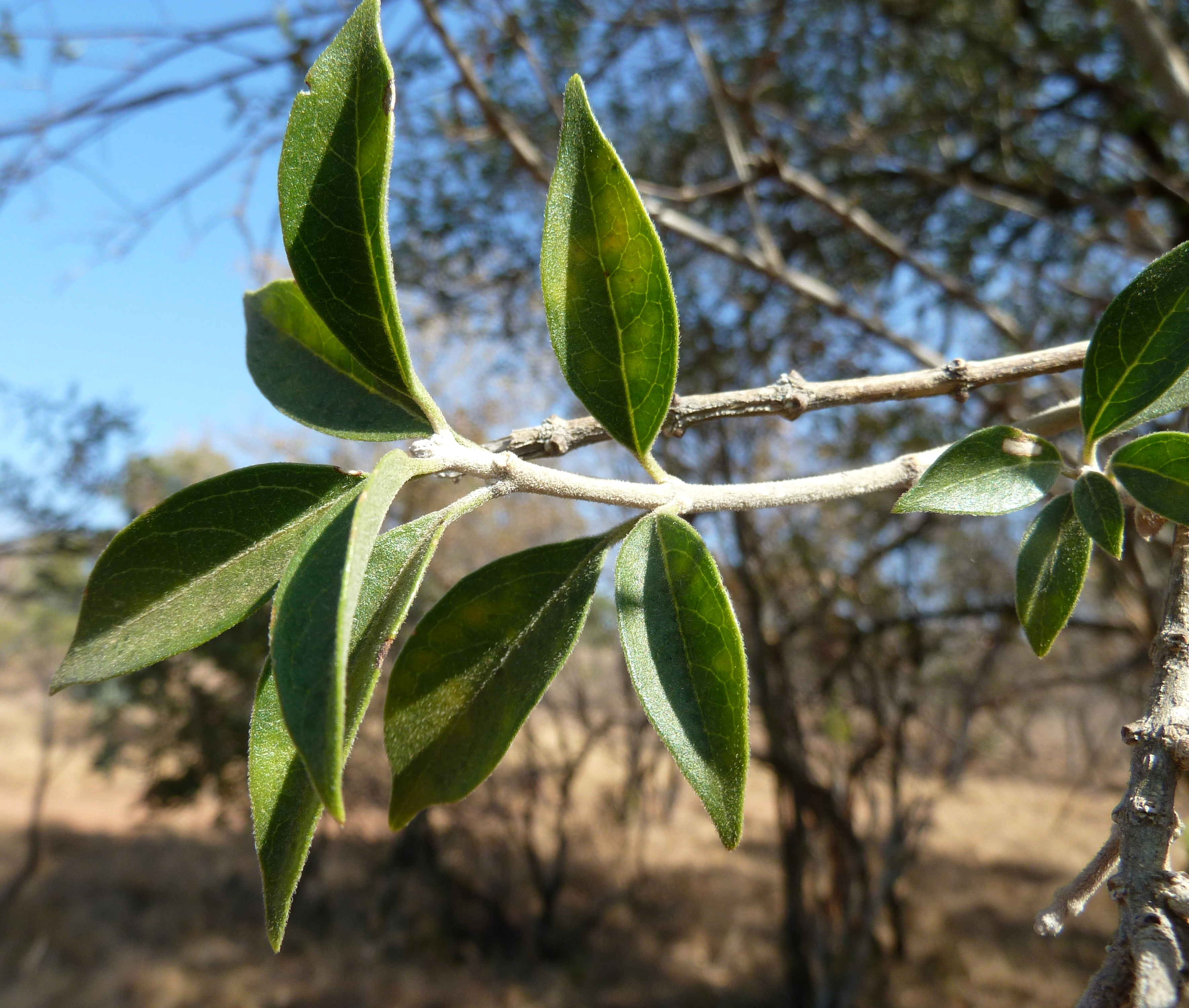